# Туре, Огюст
Огюст Иларион Туре (фр. Auguste Hilarion Touret; 23 августа 1797, Саргемин, Франция — 28 августа 1858, Пирей, Греческое королевство) — французский офицер гусар и филэллин, участник Освободительной войны Греции, впоследствии офицер армии Греческого королевства.
Кроме непосредственного вклада Туре в Освободительной войну Греции историография обязана ему детальным списком западноевропейских филэллинов, участников той войны. Современный английский историк William St Clair (род. 1937), в своей работе о филэллинах, использует списки Туре, которого упоминает в написании Thouret.

## Биография

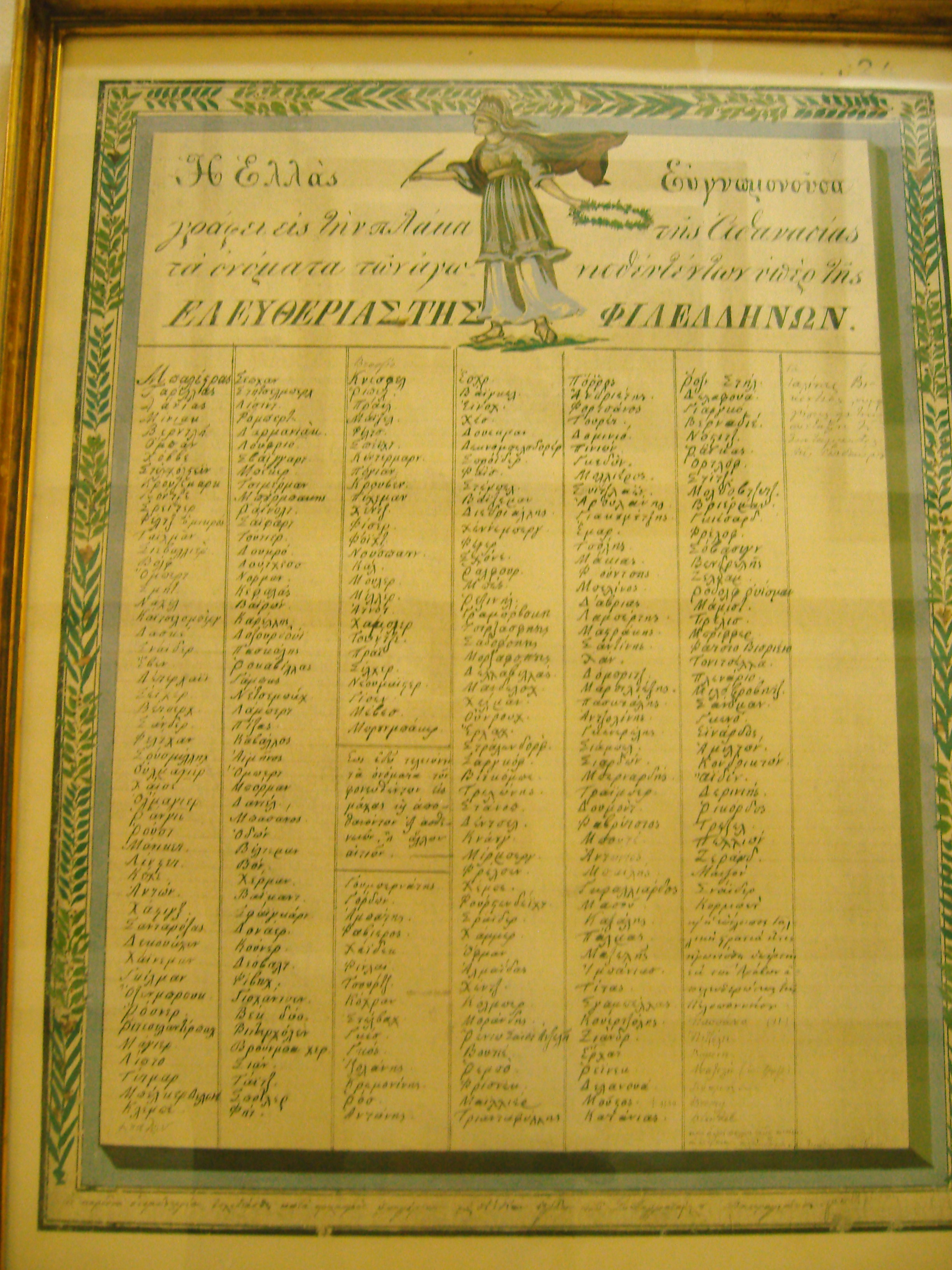
Список филэллинов — участников Освободительной войны Греции; Национальный исторический музей Греции. Первые две колонки слева — имена погибших.

Огюст Туре родился в 1797 году, в городе Саргемин, на франко-немецкой границе, в семье офицера Илариона Туре.
Служил во французской армии до 1825 года, когда под влиянием продолжающейся в течение четырёх лет, Освободительной войны греков оставил французскую армию и последовал за другими французскими филэллинами в Грецию.
По прибытии в звании майора был зачислен своим земляком, полковником Шарлем Фавье, в штаб регулярного корпуса армии повстанцев:36.
Туре принял участие в сражении при Фалероне.
Позже, в 1827 году, и командуя кавалерией, принял участие в неудавшейся попытке Фавье и его корпуса отвоевать остров Хиос.
После воссоздания греческого государства, Туре остался в Греции.
В 1830 году поселился в городе Аргос, где женился на итальянке из Тосканы Марии Терезе Пеллони. В 1831 году чета переселилась в соседний Навплион.
После убийства Иоанна Каподистри, принял командование артиллерией этого города крепости.
Доктор Маркос Руссос-Милидонис, комиссар католической церкви Навплиона, именует его «душой», образовавшейся в те годы, католической общины города.
Создав списки филэллинов, принявших участие в Освободительной войне, Туре, на свои деньги, построил в единственной католической церкви города, так называемую «Арку Туре».
Арка выполнена из дерева, в стиле греческого храма. На колоннах, белым цветом, отмечены имена погибших филэллинов и места их гибели.
В 1845 году чета Туре переселилась в Афины. Туре стал последовательно камергером в королевском дворце, директором военного госпиталя и финансовой службы армии. В 1850 году ему было поручено сформировать пожарную службу Афин, которую он организовал по французским стандартам.
В 1854 году умерла его жена.
Туре был отправлен во Францию на лечение.
Но пожеланием Туре было умереть в Греции, которой он отдал лучшие годы своей жизни.
28 августа 1858 года, находясь на пароходе, который уже вошёл в гавань Пирея, и вновь увидев застраиваемое в тот период поле боя времён его молодости, Туре умер от сердечного приступа.
Полковник Туре был похоронен на Первом афинском кладбище, рядом со своей женой.